# Masdevallia helgae
Masdevallia vargasii là một loài thực vật có hoa trong họ Lan. Loài này được Königer & J.Portilla mô tả khoa học đầu tiên năm 1997.

## Hình ảnh

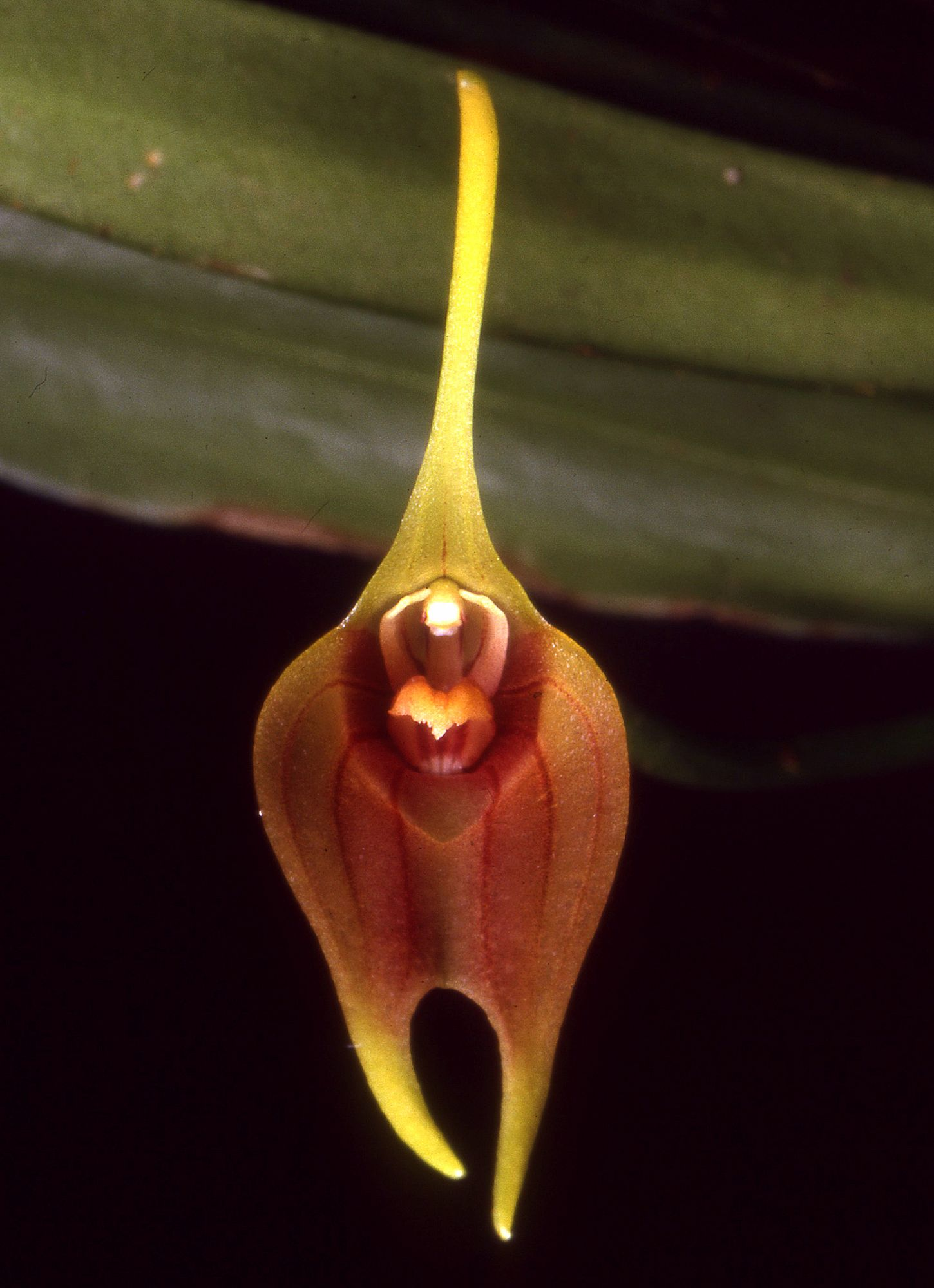